# Ingelmunster
Ingelmunster es un municipio de la región de Flandes, en la provincia de Flandes Occidental, Bélgica. El municipio comprende sólo la ciudad de Ingelmunster propiamente dicha y el pueblo de Kriek. Al 1 de enero de 2018, Ingelmunster tenía una población total de 10.928 habitantes.

## Historia

### La Edad Media
El famoso historiador flamenco Sanderus mencionó Ingelmunster como "Anglo-Monasterio" ("monasterio inglés"), pero el nombre también podría haberse originado del término "Angle-Monastère" ("monasterio en la esquina"), puesto que estaba situado en las afueras del feudo.
Se dice que San Amando ordenó a los lugareños que construyeran una iglesia en el pueblo, llegando incluso a planear un monasterio. Además, Robrecht el frisón pensó que el pueblo era un punto estratégico y lo consideró lo suficientemente importante como para que se construyera una fortificación. La parroquia fue transferida al capítulo de Harelbeke alrededor del año 1200. En 1300, el castillo y el feudo cayeron en posesión de los señores de Rode, de la comarca de Dendermonde.
En la Edad Media, Ingelmunster fue, en parte debido a su fortificación, un lugar importante en la Castellania de Kortrijk y el cantón de Harelbeke. El feudo del pueblo quedó bajo el dominio de los señores de Gistel después de la Casa de Rode. Luego se convirtió en parte de Borgoña y Cleves, y en última instancia, sujeto al trono francés.
El residente real más famoso del pueblo fue Felipe el Hermoso, rey de Francia, que residió en el castillo en 1297, cinco años antes de la batalla de los espolones dorados. En ese momento, Felipe iba a castigar a Brujas. El pueblo de Brujas se encontró con él a mitad de camino con una oferta de sumisión a su gobierno, a condición de que se les permitiera conservar la reliquia de la Santa Sangre. El rey francés aceptó.

### Conflicto religioso

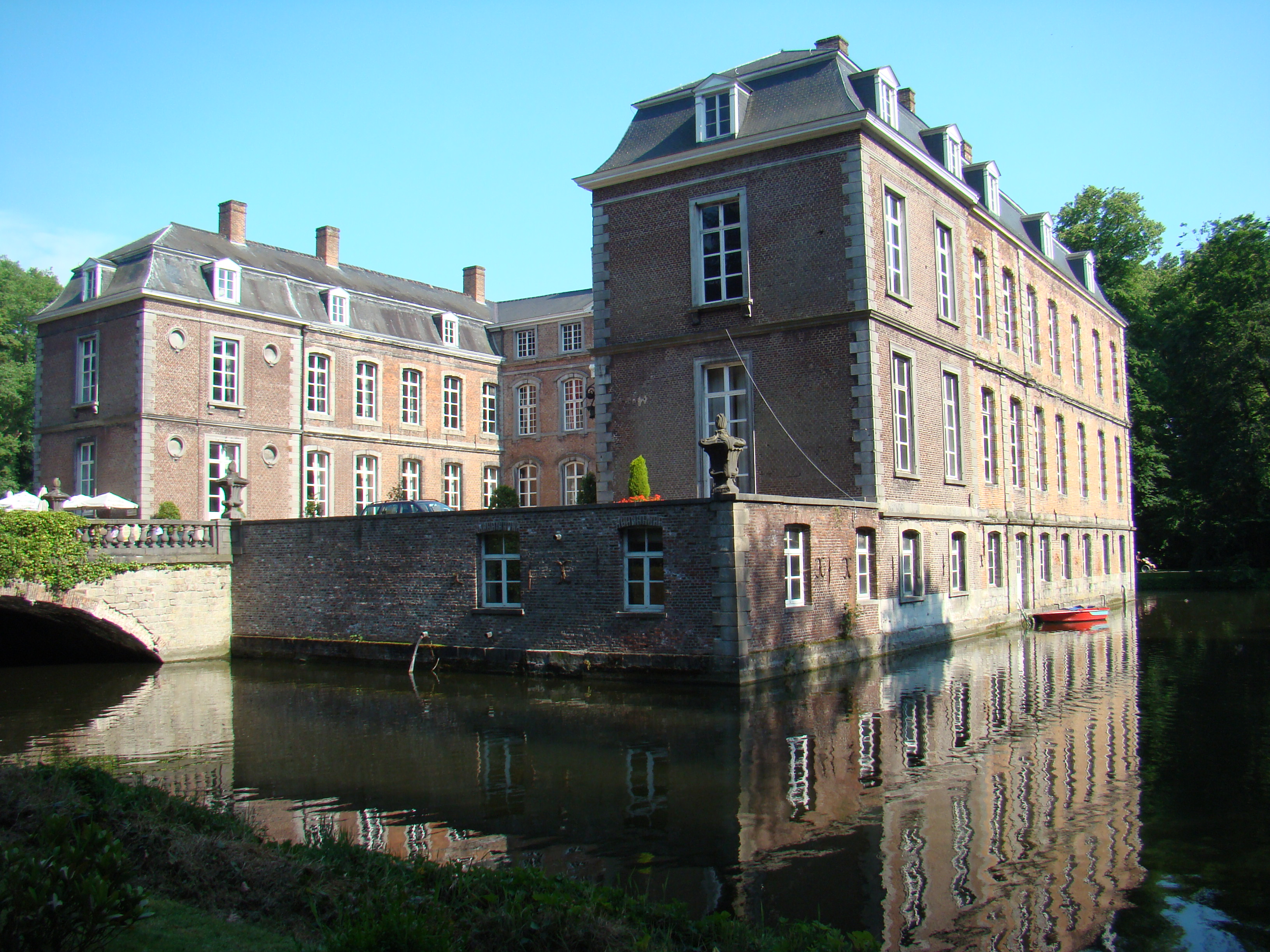
El castillo de Ingelmunster

Durante las guerras religiosas del siglo XVI, Ingelmunster fue víctima de los dos bandos beligerantes. En agosto de 1566, los Beeldenstormers pasaron por el pueblo y saquearon y destruyeron la iglesia. La iglesia fue reconstruida con una torre en el centro. En 1739, esa torre sería derribada y se reconstruiría una nueva frente a la iglesia. La nueva torre permanece en pie hasta nuestros días.
En 1580, Ingelmunster se convirtió en el campo de batalla de un enfrentamiento entre los hugonotes franceses, bajo François de la Noue, y los españoles que ocupaban el castillo. El pueblo fue destruido, pero de la Noue fue arrestado y enviado al señor español Alessandro Farnese, duque de Parma y Piacenza. En 1878, se tejió un gran tapiz en las fábricas locales para conmemorar la "Batalla de Ingelmunster, 1580". Este tapiz se cuelga actualmente en la pared del Ayuntamiento.
Los extensos combates en Francia y el sur de los Países Bajos agotaron el dinero de la Corona francesa. París apenas podía pagar a sus coroneles alemanes. El feudo de Ingelmunster-Vijve-Dendermonde fue entregado como pago a los coroneles. Otto von Plotho, coronel alemán al servicio del ejército francés, compró el feudo en 1583. Al hacerlo, satisfizo las necesidades de sus superiores y también acumuló importantes riquezas para sí mismo.
Otto von Plotho asignó a su alguacil, François de Cabootere, la misión de organizar sus regiones flamencas y crear el orden legislativo. Ingelmunster se convirtió en el centro de la región y la administración allí tenía poder absoluto. Incluso las ejecuciones en la región se llevaron a cabo en Ingelmunster. En 1789 se llevó a cabo la última ejecución y el cuerpo fue expuesto en el campo situado detrás del café "' t Leestje".
Quince generaciones de señores poseían el feudo y lo gobernaban, con variable suerte. Sin embargo, después de 400 años, la riqueza se agotó y los últimos restos del antiguo feudo, el parque y el castillo, fueron vendidos en 1986 a los dos hermanos Vanhonsebrouck.
El siglo XVII fue una época problemática para la región. Muchas escaramuzas y conflictos entre los soldados ingleses, franceses y españoles hicieron vida en la aldea de Ingelmunster. En 1695, el castillo y el pueblo fueron completamente arrasados de nuevo. Sólo 1050 habitantes sobrevivieron al cambio de siglo. En ese tiempo, Francia había extendido su control a la frontera con Emelgem.

### Regla de Habsburgo
El Tratado de Utrecht en 1713 mejoró la lucha. El sur de los Países Bajos fue transferido a Austria. Entre 1716 y 1794, cinco gobernadores generales dirigieron el gobierno local. La prueba del renacimiento de Ingelmunster fue la reconstrucción del castillo. La antigua fortificación fue demolida y se construyó un castillo residencial sobre sus cimientos hacia 1736.
Bajo el gobierno de María I Teresa de Austria se reconstruyó la carretera Kortrijk-Bruges. En Ingelmunster se renovó el puente sobre el río Mandel y los derechos de peaje se vendieron en 1751. Una empresa privada mantenía la conexión entre Kortrijk y Brujas y gestionaba un puesto en Ingelmunster.
El pastor Jacobus Dufort sintió que había que hacer algo con respecto a la educación de los niños del lugar. Pagando de su propio bolsillo, construyó el Instituto Dufort (más tarde llamado "Marullenschool"), una escuela para los pobres que emplea a siete monjas. Desde esta escuela se fundó el monasterio local en 1881. Este monasterio aún forma parte de Ingelmunster.

### La Revolución francesa
La Revolución francesa de 1789 marcó un importante punto de inflexión en la historia europea. Incluso los austriacos ilustrados se sorprendieron, y ni siquiera Ingelmunster escapó de los cambios radicales en la sociedad. El castillo perdió una cantidad significativa de poder y se vio obligado a pagar impuestos. Las autoridades locales fueron reformadas y se creó un consejo municipal con un alcalde para los 4705 "citoyens". La rebelión contra el régimen llevó a un levantamiento, el Boerenkrijg, pero después del Brigandszondag el 28 de octubre de 1798, toda la resistencia desapareció. Ingelmunster adquirió su sobrenombre "Brigandsgemeente" de este evento histórico.
La aldea rural continuó existiendo y se hicieron cambios, pero la vida volvió a la normalidad para los aldeanos. Los lugareños estaban felices de poder celebrar la Misa el domingo otra vez. De hecho, cuando Napoleón fue derrotado en la Batalla de Waterloo en 1815, no hubo festividades en Ingelmunster.

### ElsigloXIX
Guillermo I de los Países Bajos concedió a Ingelmunster un día de mercado en 1825 para permitir a los aldeanos el acceso a los suministros sin tener que abandonar su ciudad, y esta iniciativa fue elogiada por los orangistas. Alrededor de 1830, decenas de molinos de viento fueron construidos en todo el municipio.
La Revolución Belga de 1830 llegó a Ingelmunster por primera vez el 11 de noviembre, cuando se iba a elegir un nuevo consejo. De los 5585 habitantes, sólo 114 ciudadanos de clase alta tenían sufragio. Los orangistas perdieron y un campesino local, Jacobus Coussens, fue elegido nuevo alcalde con 66 votos. En ese momento, los católicos formaron un partido político. Fue inmediatamente popular y desde entonces ningún otro partido político ha controlado el consejo o la alcaldía.
Entre los años 1845 y 1850, las cosechas de patatas fracasaron. Mientras tanto, la Revolución Industrial estaba devastando los negocios locales de tejeduría. Además, la región fue afectada por el cólera y tifus generalizados.
En 1847, el pueblo vio algún desarrollo con la instalación de un ferrocarril a través del pueblo. En el futuro, este mejor acceso al transporte generaría recompensas y consecuencias para Ingelmunster. Por ejemplo, durante la Primera Guerra Mundial, el castillo fue requisado por los alemanes como cuartel general, y durante la guerra, los ladrones asaltaron con frecuencia los negocios locales.
Un segundo proyecto urbanístico tuvo menos éxito en la construcción del ferrocarril. Los planes para conectar la ciudad de Roeselare con el río Leie encontraron resistencia en Ingelmunster debido a la presencia del parque del castillo. Sin embargo, en 1872 el primer barco zarpó hacia Leie y se construyó un muelle cerca del puente del pueblo.

### ElsigloXX
Ingelmunster se ha salvado de la industria pesada y la fuerte contaminación hasta el día de hoy y aún posee un parque de castillos y una reserva natural en el centro del pueblo.
En 1976, la ciudad fue preservada de las fusiones con los pueblos vecinos de Meulebeke y Oostrozebeke. El alcalde de la época, Vankeirsbilck, también logró proteger a Meulebeke y Oostrozebeke de la fusión.

## Geografía
Se encuentra ubicada al oeste del país, al oeste de Roeselare, y esta bañada por el Río Mandel.
La extensión del término es de 16,16 km², con una densidad de población de 676,35 habitantes por km².

### Secciones del municipio
| - Ingelmunster |

## Demografía

### Evolución
Todos los datos históricos relativos al actual municipio, el siguiente gráfico refleja su evolución demográfica.
| Gráfica de evolución demográfica de Ingelmunster entre 1846 y 2020 |
|                                                                    |